# Volker Beck (chính khách)
Volker Beck (sinh ngày 12 tháng 12 năm 1960) là một chính khách người Đức. Từ năm 1994 đến 2017, ông là nghị sĩ Bundestag, quốc hội liên bang Đức, cho Đảng Xanh. Beck từng là Chủ tịch Đảng Xanh về các vấn đề pháp lý từ năm 1994–2002, và là người đứng đầu Đảng Xanh tại Bundestag cho đến năm 2013. Ông là phát ngôn viên của Nhóm Nghị viện Xanh về các vấn đề nội bộ và tôn giáo. Năm 2014, ông được bầu làm Chủ tịch Nhóm hữu nghị nghị viện Đức-Israel của Bundestag Đức.

## Đời tư
Beck là người đồng tính công khai. Ông sống trong mối quan hệ đối tác lâu dài với Jacques Teyssier cho đến khi Jacques qua đời vì bệnh ung thư ở Berlin vào ngày 25 tháng 7 năm 2009. Cặp đôi đã chính thức đăng ký hợp tác vào năm 2008, sau 16 năm. Beck sau đó đã có mối quan hệ với kiến trúc sư Adrian Petkov và sau khi đăng ký hợp tác vào mùa hè năm 2017, hai người kết hôn vào ngày đầu tiên của hôn nhân đồng giới hợp pháp ở Kreuzberg.